# Municipio de Lake (condado de Newton)
El municipio de Lake (en inglés: Lake Township) es un municipio ubicado en el condado de Newton en el estado estadounidense de Indiana. En el año 2010 tenía una población de 2384 habitantes y una densidad poblacional de 23,13 personas por km².

## Geografía
El municipio de Lake se encuentra ubicado en las coordenadas 41°7′56″N 87°27′47″O / 41.13222, -87.46306. Según la Oficina del Censo de los Estados Unidos, el municipio tiene una superficie total de 103.06 km², de la cual 103,04 km² corresponden a tierra firme y (0,01 %) 0,01 km² es agua.

## Demografía
Según el censo de 2010, había 2384 personas residiendo en el municipio de Lake. La densidad de población era de 23,13 hab./km². De los 2384 habitantes, el municipio de Lake estaba compuesto por el 97,11 % blancos, el 0,55 % eran afroamericanos, el 0,29 % eran amerindios, el 0,21 % eran asiáticos, el 1,09 % eran de otras razas y el 0,76 % eran de una mezcla de razas. Del total de la población el 3,1 % eran hispanos o latinos de cualquier raza.